# Changhe Z-11
El Z-11 es un helicóptero utilitario liviano desarrollado por Changhe Aircraft Industries Corporation (CAIC). Según el sitio web de la compañía se trata del primer helicóptero de origen autóctono, diseñado en China. 
El proyecto del Z-11 inició en 1989 y el vuelo del primer prototipo se realizó en diciembre de 1994, iniciando la producción de los modelos de prueba hasta 1997. En octubre del 2000 completó sus vuelos de prueba. El diseñador general del Z-11 es Wu Ximing (吴希明), quien también es el diseñador general de otros tres helicópteros chinos, incluyendo al WZ-10. Bajo la dirección de Wu, el Z-11 fue el primer helicóptero chino en ser diseñado completamente por CAD/CAM.
La aviación del Ejército Popular de Liberación recibió desde 1998 un total de 37 Z-11 renombrado Z-11J (versión militar) destinada a la formación de futuros pilotos de helicópteros.

## Variantes
- Z-11J Versión militar del  Z-11
- Z-11W versión armada militar del Z-11 (funciones de vigilancia del campo de batalla, reconocimiento, ataque a tierra, y evacuación médica)
- Z-11WA - versión scout
- Z11MB1 - con motor francés Arriel 2B1A
- Z-11ME1

## Presentación en Argentina
El 10 de julio de 2007 se realizó en instalaciones del Comando de Aviación de Ejército (CAE) ubicado en Campo de Mayo, Partido de San Miguel, una exhibición de un helicóptero Z-11 de manufactura china.
En 2008, un Z-11 fue evaluado por el Ejército Argentino, pero la opción fue descartada en ese momento. Durante las pruebas el helicóptero fue pintado con los colores y marcas del EA, las banderas de Argentina y de China. Utilizó la matrícula AE-350. Durante el 84° aniversario de La Fábrica Argentina de Aviones “Brigadier San Martín” SA (Fadea) se anunció el convenio firmado con Changhe Aircraft Industries Corporation para la fabricación de este helicóptero.
Actualmente el Z-11 es empleado exclusivamente por las fuerzas del Ejército de Tierra chino, aunque distintas variantes han sido estudiadas con el fin de diversificar sus características.

## Especificaciones

### Características generales
- Tripulación: 1
- Capacidad: 6
- Longitud: 13,012 m
- Peso vacío: 1253 kg
- Peso cargado: 2200 kg
- Peso máximo al despegue: 2250 kg
- Planta motriz:  turboshaft WZ-8D.
  - Potencia: cada uno.

### Rendimiento
- Velocidad máxima operativa (Vno): 278 km/h
- Alcance:  652 km
- Techo de vuelo:  5280 m
- Régimen de ascenso: 10,3 m/s

### Armamento
- Armas de proyectiles: ,
- Misiles: 4X o 8X HJ-8 ATGMs[4]
- Otros: 2X pods de cohetes de 57mm[4]

## Operadores
No-Militares
 China
- Departamento de Seguridad Pública
- CCTV

### Aeronaves similares
- Eurocopter Ecureuil

### Secuencias de designación
- Z-8 - Harbin Z-9 - WZ-10 -  Z-11